# Évolution minérale

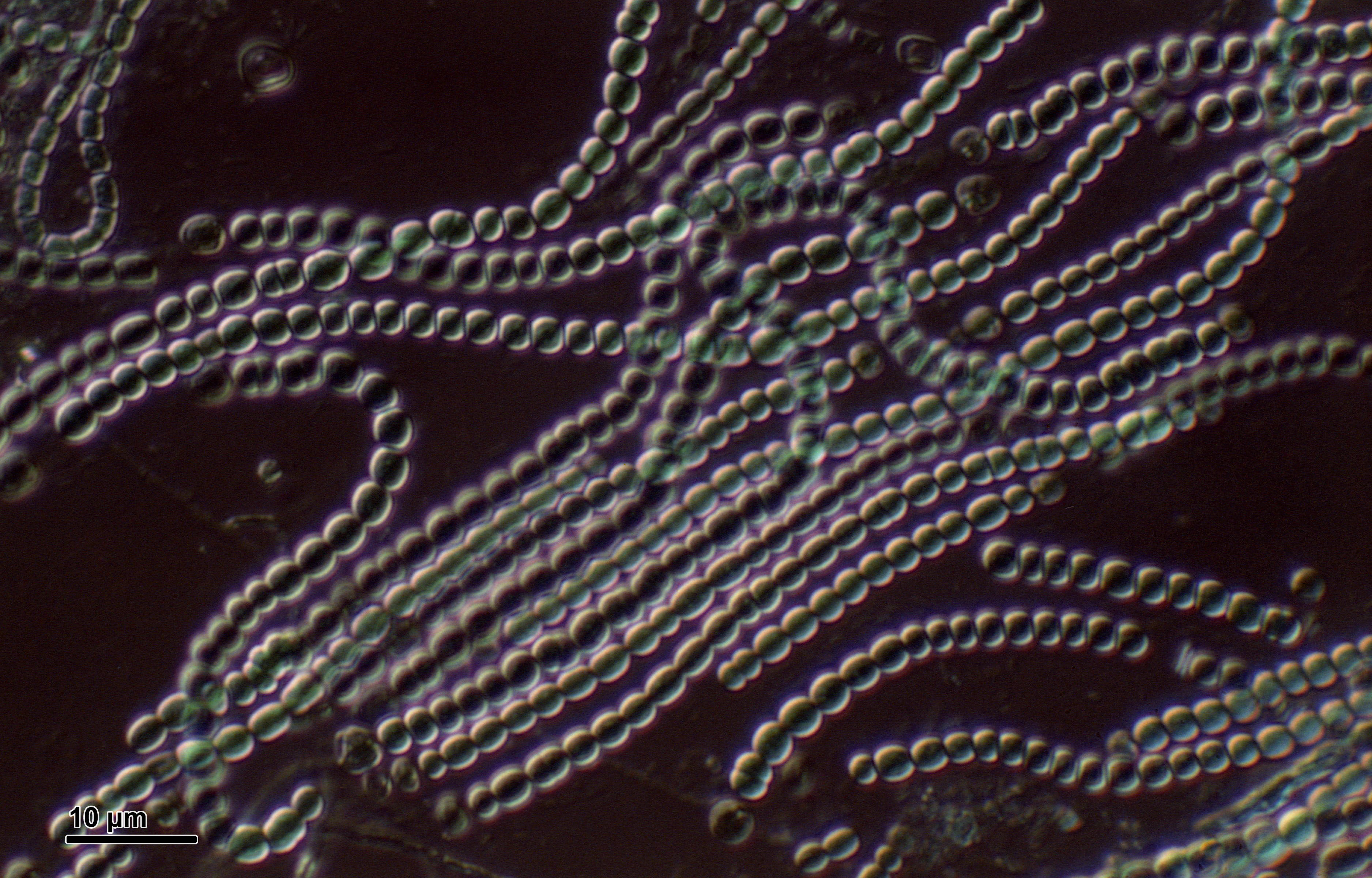
La plupart des minéraux sur Terre formés après la photosynthèse par les cyanobactéries (photo) ont commencé à ajouter de l'oxygène à l'atmosphère.

L'évolution minérale est une hypothèse basée sur un article scientifique de 2008 qui fournit un contexte historique à la minéralogie. Elle pose l'hypothèse que la minéralogie des planètes et des lunes devient de plus en plus complexe à la suite de changements dans l'environnement physique, chimique et biologique (pour la Terre). Dans le système solaire, le nombre d'espèces minérales est passé d'une douzaine à plus de 5 400 en raison de trois processus : la séparation et la concentration des éléments, l'augmentation des plages de température et de pression couplée à l'action des substances volatiles, et les nouvelles voies chimiques offertes par les organismes vivants.
Sur Terre, l'évolution des minéraux s'est déroulée en trois temps. La naissance du Soleil et la formation des astéroïdes et des planètes ont porté le nombre de minéraux à environ 250. Le remaniement répété de la croûte et du manteau terrestres par des processus tels que la fusion partielle et la tectonique des plaques a porté le total à environ 1 500 minéraux. Les espèces restantes, soit plus des deux tiers du total, résulterait de modifications chimiques opérées par des organismes vivants, la plus forte augmentation ayant eu lieu après l'épisode de la Grande Oxydation.

## Utilisation du terme «évolution»
Dans un article de 2008 qui a introduit le terme « évolution minérale », le minéralogiste et exobiologiste américain Robert Hazen et ses co-auteurs sont convenus que l'utilisation du mot « évolution » était susceptible d'être controversée pour les minéraux, bien qu'il y ait eu des précédents parfois anciens comme le livre L'évolution des roches ignées par Norman Levi Bowen en 1928. Ils ont utilisé le terme dans le sens d'une séquence irréversible d'événements conduisant à des assemblages de minéraux de plus en plus complexes et diversifiés. Contrairement à l'évolution biologique, elle ne fait pas rentrer en jeu les phénomènes de mutation, de compétition ou d'hérédité. Par contre Hazen et al. ont exploré d'autres analogies, comme l'idée d'extinction. Certains processus de formation de minéraux ne se produisent plus, comme ceux qui ont produit certains minéraux dans les chondrites à enstatite qui sont instables sur Terre dans leur état oxydé. De plus, l'effet de serre incontrôlable sur Vénus peut avoir entraîné des pertes permanentes d'espèces minérales,. Cependant, l'extinction des minéraux n'est pas vraiment irréversible ; un minéral perdu pourrait réapparaître si les conditions environnementales appropriées étaient rétablies.

## Minéraux présolaires

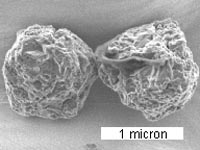
Les grains présolaires (« poussière d'étoile ») de la Météorite de Murchison fournissent des informations sur les premiers minéraux.

Au début de l'Univers, il n'y avait pas de minéraux car les seuls éléments disponibles étaient l'hydrogène, l'hélium et ainsi que des traces de lithium. La formation de minéraux a été rendue possible après la synthèse d'éléments plus lourds, comme le carbone, l'oxygène, le silicium et l'azote dans les étoiles. Dans les atmosphères en expansion des étoiles géantes rouges et les éjectas des supernovae, des minéraux microscopiques se sont formés à des températures supérieures à 1 500 °C,.
Des échantillons de ces minéraux se retrouvent sous forme de grains interstellaires incorporés dans des météorites primitives appelées chondrites, qui sont essentiellement des roches sédimentaires cosmiques. Le nombre d'espèces connues est d'environ une douzaine, auxquels s'ajoutent certains matériaux identifiés non classés comme minéraux. Le diamant a probablement été le premier minéral à se former, parce que sa température de cristallisation est élevée (environ 4 400 °C),. Viennent ensuite le graphite, les oxydes (rutile, corindon, spinelle, hibonite), les carbures (moissanite), les nitrures (osbornite et nitrure de silicium) et les silicates (forstérite et pérovskite, MgSiO3). Ces minéraux de la première heure ont ensemencé les nuages moléculaires à partir desquels le système solaire s'est formé.

## Processus
Après la formation du système solaire, l'évolution minérale a été guidée par trois mécanismes principaux : la séparation et la concentration des éléments, l'augmentation des plages de température et de pression combinée à l'action chimique des substances volatiles, et les nouvelles voies de réaction induites par les organismes vivants.

### Séparation et concentration

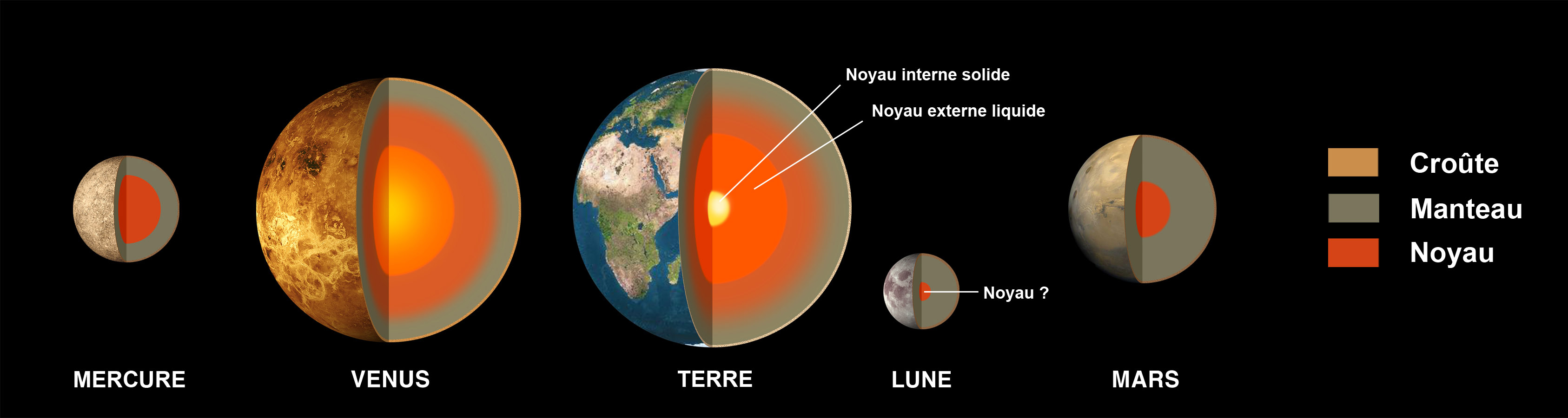
Vues en coupe de certaines planètes telluriques, montrant les couches

Le système de classification des minéraux le plus évolué est basé sur la composition chimique. Or, les éléments simples formant de groupes de minéraux, tels que le bore pour les borates et le phosphore pour les phosphates, n'étaient dans les périodes reculées présents qu'à des concentrations de quantièmes de parties par million ou moins. Cela leur laissait peu ou pas de chance de se rassembler et de former des minéraux, jusqu'à ce que des influences extérieures les concentrent. Les processus que sont la différenciation planétaire (notamment la séparation en couches telles qu'un noyau et un manteau), le dégazage, la cristallisation fractionnée ; et la fusion partielle les séparent et les concentrent.

### Variables intensives et volatiles

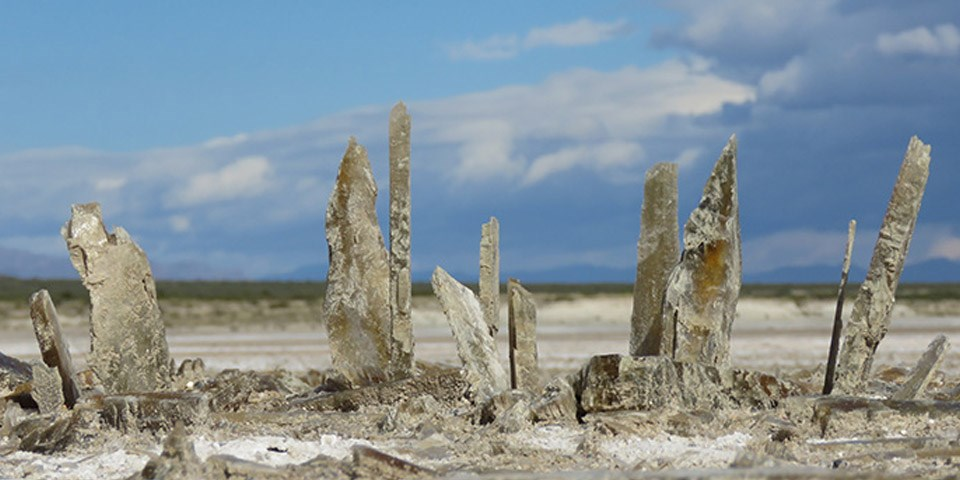
Des cristaux de gypse se sont formés lorsque l'eau s'est évaporée dans le lac Lucero, au Nouveau-Mexique.

Les combinaisons admissibles d'éléments dans les minéraux sont déterminées par la thermodynamique ; pour qu'un élément soit ajouté à un cristal à un endroit donné, il doit réduire l'énergie. À des températures plus élevées, de nombreux éléments sont interchangeables dans des minéraux tels que l'olivine. Au fur et à mesure qu'une planète refroidit, les minéraux sont exposés à une plus grande gamme de variables intensives telles que la température et la pression, permettant la formation de nouvelles phases et de combinaisons plus spécialisées d'éléments tels que les minéraux argileux et les zéolithes. Les nouveaux minéraux se forment lors d'interactions et des réactions avec des composés volatils tels que l'eau, le CO2 et l'O2. Des suites minérales distinctes apparaissent dans des environnements tels que les calottes glaciaires, les lacs asséchés et les roches métamorphiques déterrées.

### Influence biologique
La vie a provoqué des changements spectaculaires dans l'environnement de la Terre. Le plus remarquable a été l'événement de la grande oxydation, il y a environ 2,4 milliards d'années, au cours duquel des organismes photosynthétiques ont inondé l'atmosphère d'oxygène. Les organismes vivants catalysent également des réactions, créant des minéraux tels que l'aragonite qui ne sont pas en équilibre avec leur environnement.

## Chronologie
Avant la formation du système solaire, il n'y avait environ que 12 minéraux. En 2008, le nombre estimé de minéraux était de 4 300, l'IMA élève ce nombre en novembre 2018 à 5413 espèces minérales officiellement reconnues.
Dans leur chronologie de la Terre, Hazen et al. ont divisé les changements dans l'abondance minérale en trois intervalles généraux : l'accrétion planétaire jusqu'à 4,55 milliards d'années (Ga) ; la réorganisation de la croûte et du manteau terrestres entre 4,55 Ga et 2,5 Ga ; et les influences biologiques après 2,5 Ga,. Ils ont en outre divisé les âges en 10 intervalles, dont certains se chevauchent. De plus, certaines des dates sont incertaines comme les estimations de l'apparition de la tectonique des plaques moderne vont de 4,5 Ga à 1,0 Ga.
| Époque/étape                                                    | Âge en milliards d'années (Ga) | Nombre cumulé d'espèces |
| --------------------------------------------------------------- | ------------------------------ | ----------------------- |
| Minéraux de la première heure prénébulaires                     | > 4,6                          | 12                      |
| Ère de l'accrétion planétaire (> 4,55 Ga)                       |                                |                         |
| 1. Le soleil s'allume, nébuleuse chauffante                     | > 4,56                         | 60                      |
| 2. Formation de planétésimaux                                   | > 4,56–4,55                    | 250                     |
| Ère de remaniement de la croûte et du manteau (4,55–2,5 Ga)     |                                |                         |
| 3. Évolution des roches ignées                                  | 4,55–4,0                       | 350–420                 |
| 4. Formation granitoïde et pegmatite                            | 4,0–3,5                        | 1 000                   |
| 5. Tectonique des plaques                                       | > 3,0                          | 1 500                   |
| Ère de la minéralogie à médiation biologique (2,5 Ga - présent) |                                |                         |
| 6. Monde biologique anoxique                                    | 3,9–2,5                        | 1 500                   |
| 7. Crise de la Grande oxydation                                 | 2,5–1,9                        | > 4 000                 |
| 8. Océan intermédiaire                                          | 1,85–0,85:181                  | > 4 000                 |
| 9. Événements Terre boule de neige                              | 0,85–0,542                     | > 4 000                 |
| 10. Ère phanérozoïque de la biominéralisation                   | < 0,542                        | > 5 413                 |

### Accrétion planétaire

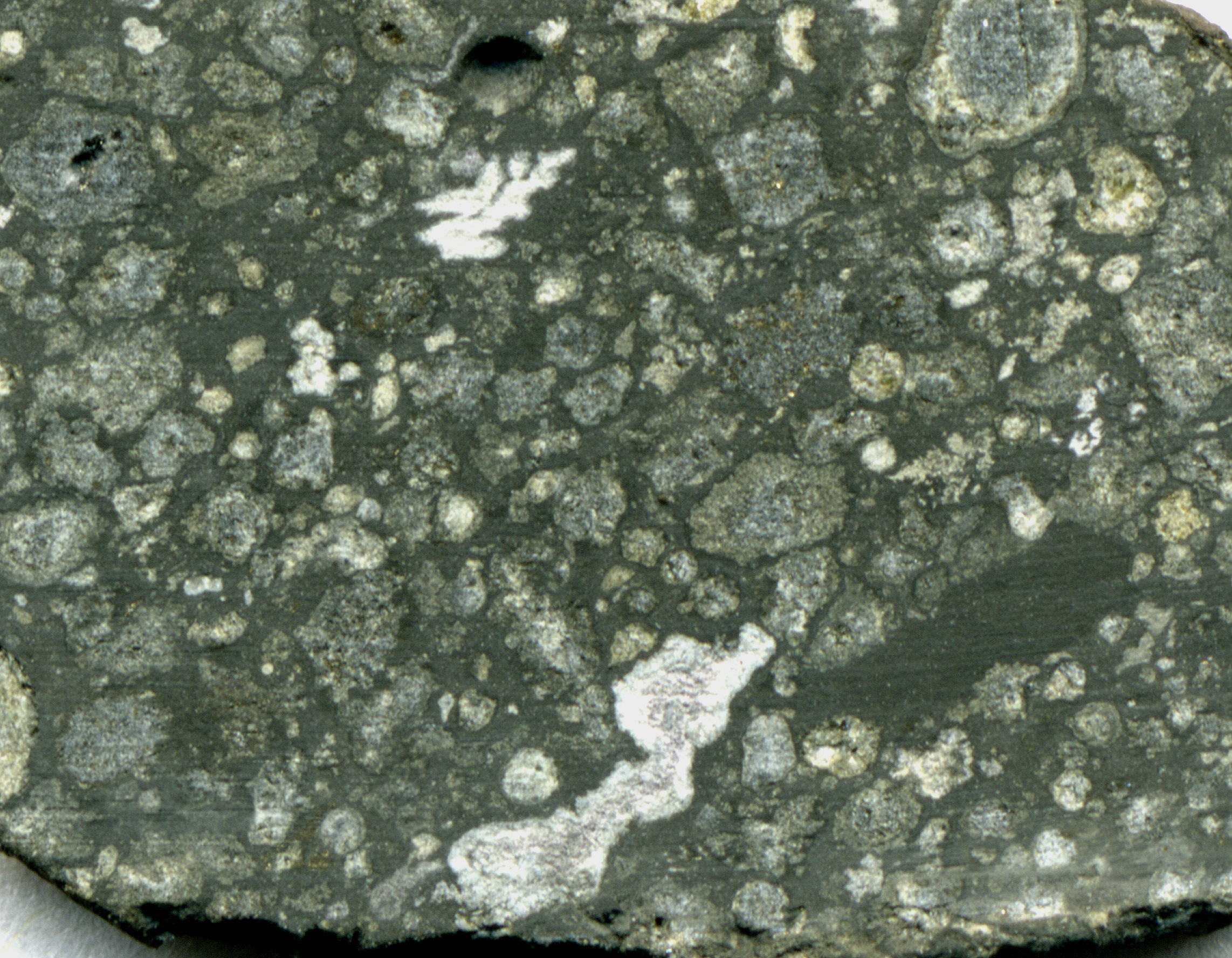
Coupe transversale d'une chondrite contenant des chondres d'olivine ronds et des inclusions minérales riche en calcium et en aluminium blanches irrégulières

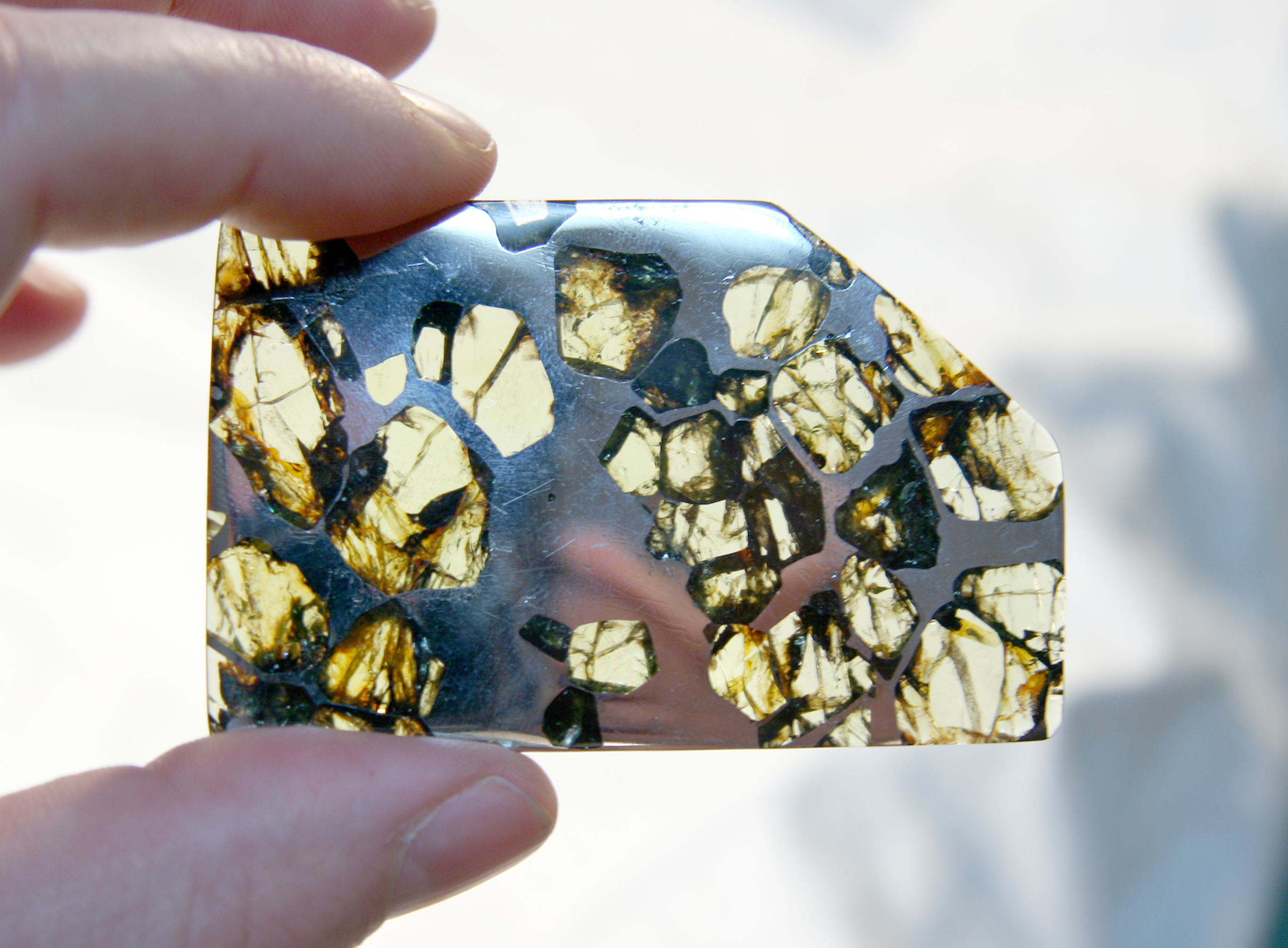
Échantillon de pallasite à cristaux d'olivine dans une matrice fer-nickel

Lors de la première ère, le Soleil s'est allumé, chauffant le nuage moléculaire environnant, ce qui a généré 60 nouveaux minéraux, qui ont été conservés sous forme d'inclusions dans des chondrites. L'accrétion des poussières formant les astéroïdes et les planètes, les bombardements, la montée en chaleur et les réactions avec l'eau ont porté le nombre à 250,.

#### Étape 1: Le soleil s'allume
Avant 4,56 Ga, la nébuleuse présolaire formait un nuage moléculaire dense composé d'hydrogène et d'hélium gazeux avec des grains de poussière dispersés. Lorsque le Soleil s'est allumé et a amorcé sa phase T-Tauri, il a fait fondre les grains de poussière à proximité. Certaines des gouttelettes fondues ont été incorporées dans les chondrites sous forme de petits éléments sphériques appelés chondres. Presque toutes les chondrites présentent également des inclusions riches en calcium et en aluminium (ou (en) CAI), les premiers matériaux formés dans le système solaire. Grâce aux analyses des chondrites datant de cette époque, 60 nouveaux minéraux peuvent être identifiés possédant des structures cristallines de tous les systèmes cristallins. Ceux-ci comprenaient les premiers alliages fer-nickel, les sulfures, les phosphures et plusieurs silicates et oxydes. Le plus abondant de ces minéraux est l'olivine riche en magnésium, puis le pyroxène riche en magnésium et le plagioclase. Certains minéraux rares, se formant dans des environnements pauvres en oxygène qui ne se trouvent plus sur Terre, peuvent être trouvés dans les chondrites à enstatite.

#### Étape 2: Formations planétésimaux
Peu de temps après leur formation à l'étape 1, les nouveaux minéraux s'agglutinent, formant astéroïdes et planètes. L'un des nouveaux minéraux les plus importants était la glace ; le système solaire primitif possédait une « ligne de neige » séparant les planètes rocheuses et les astéroïdes des géantes gazeuses riches en glace, des astéroïdes et des comètes. La châleur venant des radionucléides a fait fondre la glace et l'eau a réagi avec les roches riches en olivine, formant des phyllosilicates, des oxydes tels que la magnétite, des sulfures tels que la pyrrhotite, les carbonates dolomite et calcite, et des sulfates tels que le gypse. Des minéraux tels que la ringwoodite, composant important du manteau terrestre ont été générés pas le choc et la chaleur dégagés lors du bombardement et de la fusion éventuelle.
Par la suite, les astéroïdes se sont suffisamment réchauffés pour qu'une fusion partielle se produise, générant des fontes riches en pyroxène et en plagioclase (capables de produire du basalte) et une variété de phosphates. Les éléments sidérophiles (aimant les métaux) et lithophiles (aimant les silicates) se sont séparés, entraînant la formation d'un noyau et d'une croûte, et les éléments incompatibles seront retrouvés séquestrés dans les magmas. Les minéraux obtenus ont été conservés dans un type de météorite pierreuse, l'eucrite (contenant quartz, feldspath potassique, titanite et zircon) et dans des météorites fer-nickel (alliages fer-nickel comme la kamacite et la taénite ; sulfures de métaux de transition comme la troïlite ; carbures et phosphures). Environ 250 nouveaux minéraux sont apparus à ce stade,.

### Retravail de la croûte et du manteau

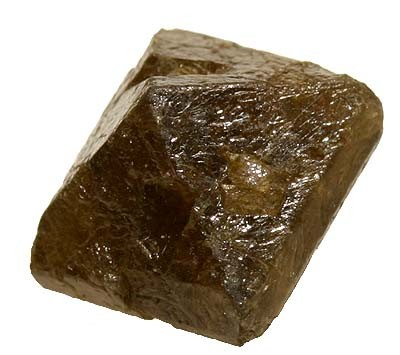
Un cristal de zircon

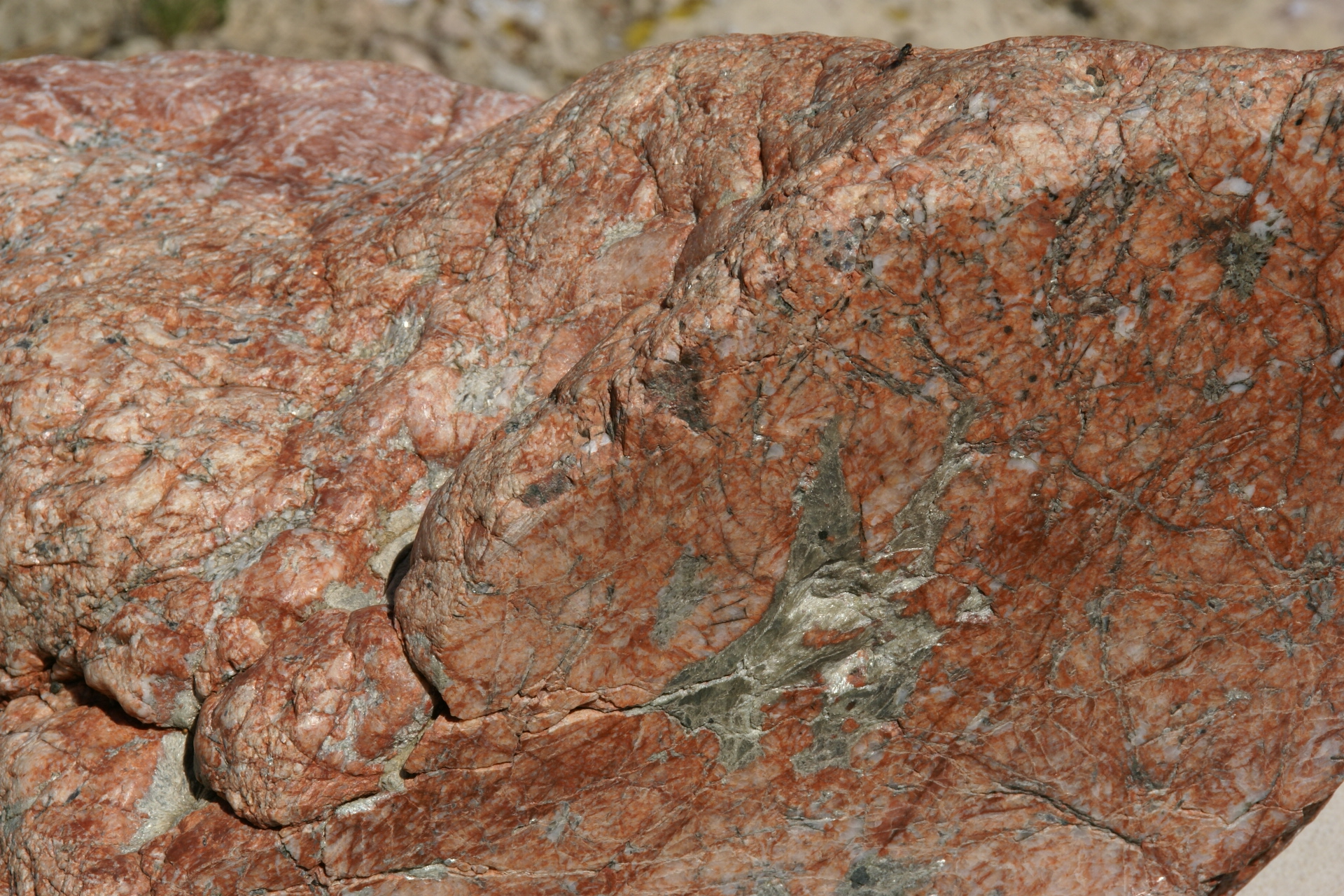
Échantillon de pegmatite du Grand Canyon

Schéma d'une zone de subduction

Le début de la deuxième ère de l'histoire de l'évolution des minéraux est marqué par l'impact massif qui a formé la Lune. Celui-ci a fait fondre la majeure partie de la croûte et du manteau. Les minéraux de cette époque sont déterminés par la cristallisation des roches ignées et par d'autres bombardements. Cette phase a ensuite été remplacée par un vaste recyclage de la croûte et du manteau, de sorte qu'à la fin de cette ère, on comptait environ 1 500 espèces minérales. Cependant, peu de roches ont survécu à cette période, la chronologie de nombreux événements reste incertaine.

#### Étape 3: Processus ignés
Lorsque l'étape 3 a commencé, la croûte était composée de roches mafiques (riches en fer et en magnésium) et ultramafiques comme le basalte. Ces roches ont été recyclées à plusieurs reprises par fusion fractionnée, cristallisation fractionnée et séparation des magmas qui ne peuvent se mélanger. La série de réactions de Bowen est une illustration de ce processus.
L'une des rares sources d'information directe sur la minéralogie de cette étape est la présence d'inclusions minérales dans des cristaux de zircon, datant jusqu'à 4,4 milliards d'années. Parmi les minéraux présents dans les inclusions, on trouve du quartz, de la muscovite, de la biotite, du feldspath potassique, de l'albite, de la chlorite et de l'amphibole.
Dans un corps pauvre en volatiles comme Mercure et la Lune, les processus mentionnés ci-dessus donnent environ 350 espèces minérales. La présence d'eau et d'autres volatiles augmente ce nombre. La Terre était riche en volatiles, avec une atmosphère composée de N2, CO2 et d'eau, et un océan qui est devenu de plus en plus salin. Le volcanisme, le dégazage et l'hydratation ont donné naissance à des hydroxydes, des hydrates, des carbonates et des évaporites. Pour la Terre, où cette étape coïncide avec l'Éon hadéen, le nombre total de minéraux largement répandus est estimé à 420, avec plus de 100 autres qui étaient rares. Mars a probablement atteint cette étape de l'évolution minérale.

#### Étape 4: Formation de granitoïdes et de pegmatites
Avec une température suffisante, le basalte a été fondu à nouveau pour former des granitoïdes, des roches à gros grains similaires au granite. Les cycles de fusion ont concentré des éléments rares tels que le lithium, le béryllium, le bore, le niobium, le tantale et l'uranium au point où ils ont pu former 500 nouveaux minéraux. Beaucoup d'entre eux sont concentrés dans des roches à grains exceptionnellement grossiers appelées pegmatites qui sont généralement trouvées dans des filons et des veines près de masses ignées plus importantes. Vénus aurait peut-être atteint ce stade d'évolution.

#### Étape 5: Tectonique des plaques
Avec l'apparition de la tectonique des plaques, la subduction a entraîné la croûte terrestre et de l'eau vers le bas, provoquant des interactions fluide-roche et une plus grande concentration d'éléments rares. En particulier, des gisements de sulfures se sont formés avec 150 nouveaux minéraux de type sulfosel. La subduction a également transporté des roches plus froides dans le manteau et les a exposées à des pressions plus élevées, ce qui les a modifiées (nouvelles phases) avant qu'elles soient soulevées et exposées sous forme de roches métamorphiques tels que le disthène et la sillimanite.

### Minéralogie à médiation biologique

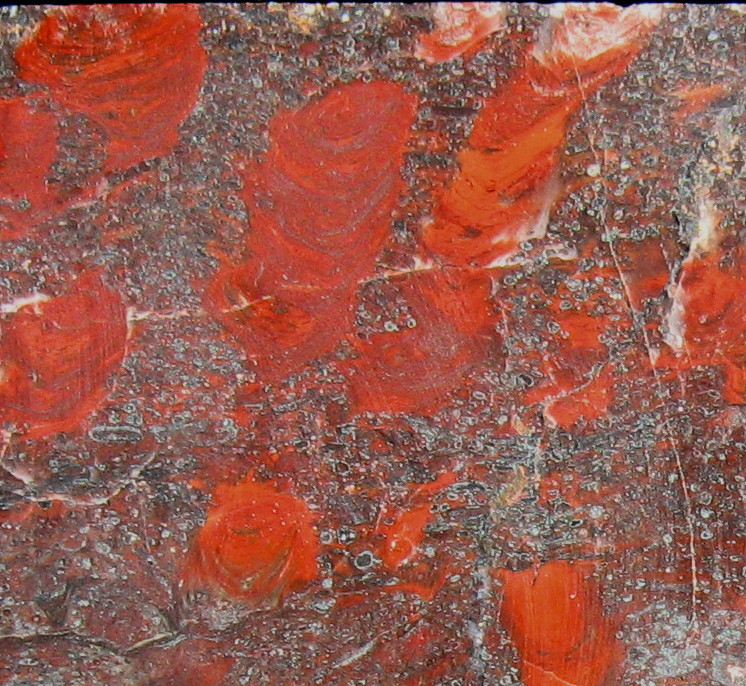
Fossile de stromatolite dans la section d'une formation ferrifère rubanée de 2,1 Ga

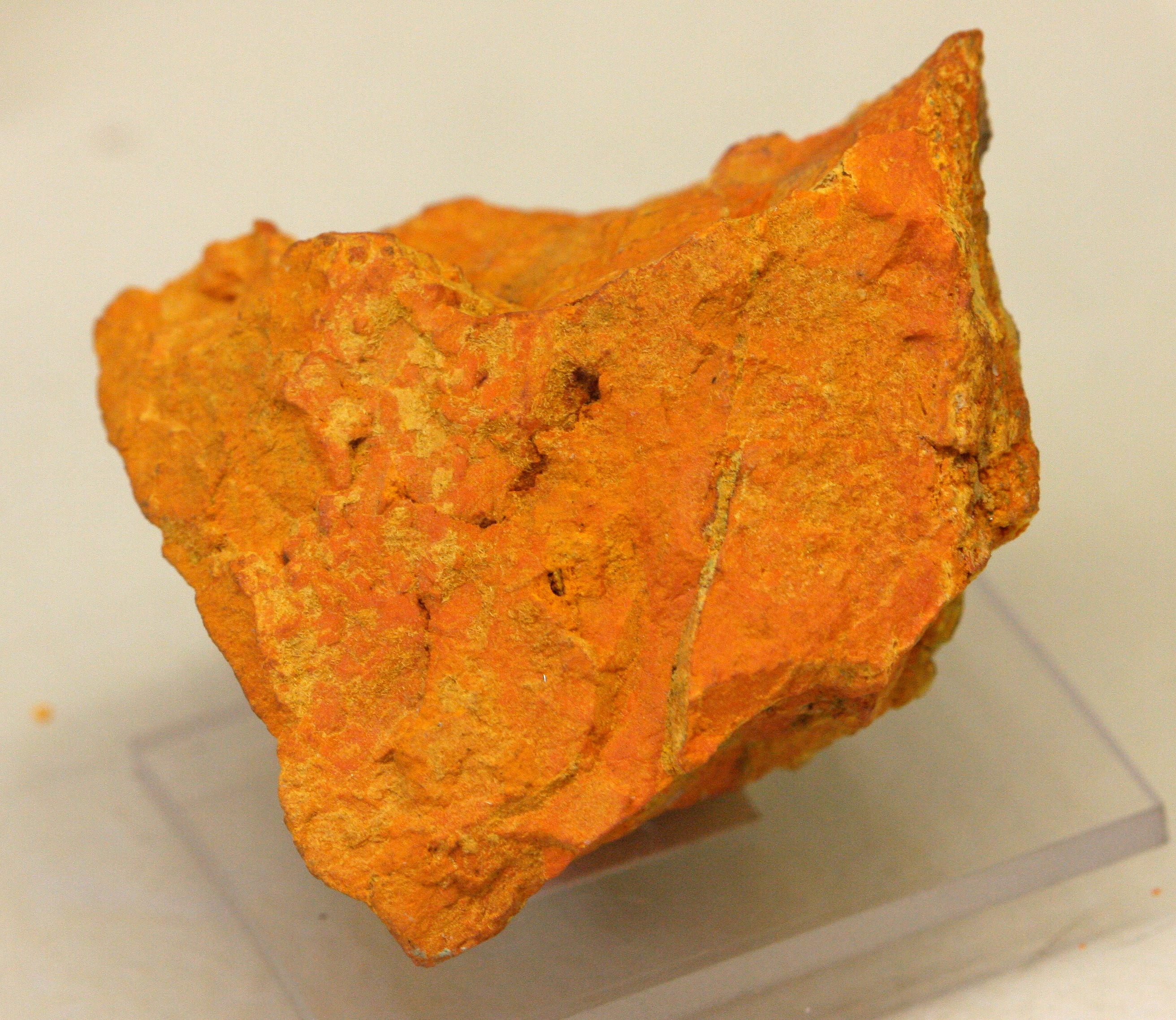
La Curite, minéral d'oxyde d'uranium de plomb

Les processus inorganiques décrits dans la section précédente ont produit environ 1 500 espèces minérales. Plus des deux tiers des minéraux terrestres restants sont le résultat de la transformation de la Terre par les organismes vivants, dont la plus grande contribution constitue l'énorme augmentation de la teneur en oxygène de l'atmosphère, notamment par le grand événement d'oxydation. Les organismes vivants ont également commencé à produire des squelettes et d'autres formes de biominéralisation. Les minéraux que sont la calcite, les oxydes métalliques et de nombreux minéraux argileux, et comprenant des pierres précieuses telles que la turquoise, l'azurite et la malachite:177, pourraient être considérés comme des biosignatures.

#### Étape 6: La biologie dans un monde anoxique
Avant environ 2,45 Ga, il y avait très peu d'oxygène dans l'atmosphère. La vie a peut-être joué un rôle dans la précipitation de couches massives de carbonate près des marges continentales et dans le dépôt de formations de fer rubanées, mais il n'y a pas de preuve évidente de l'effet de la vie sur les minéraux.

#### Étape 7: Grand événement d'oxydation
Amorcée vers 2,45 Ga une augmentation spectaculaire de la teneur en oxygène de la basse atmosphère, des continents et des océans appelée le grande oxydation ou grand événement d'oxydation (GOE) a duré jusqu'à environ 2,0 ou 1,9 Ga. Avant cet événement, les éléments pouvant se trouver dans plusieurs états d'oxydation étaient limités à l'état le plus bas, ce qui limitait la variété de minéraux qu'ils pouvaient former. Dans les sédiments d'avant, on trouve couramment la sidérite (FeCO3), l'uraninite (UO2) et la pyrite (FeS2). Ceux-ci s'oxydent rapidement lorsqu'ils sont exposés à de l'oxygène gazeux, ce qui n'a pas été le cas, même après une altération et un transport importants.
Lorsque la concentration de molécules d'oxygène dans l'atmosphère a atteint 1 % du niveau actuel, les réactions chimiques pendant les intempéries se mirent à plus fonctionner à celles qui opèrent de nos jours. Des oxydes de fer, magnétite et hématite, seront formés à la place de la sidérite et la pyrite ; les ions Fe2+ dissous, emportés vers la mer, étaient maintenant déposés dans de vastes formations de fer rubanées. Cependant, cela n'a pas entraîné de la génération de nouveaux minéraux de fer, juste un changement dans leur abondance. En revanche, l'oxydation de l'uraninite a donné lieu à plus de 200 nouvelles espèces de minéraux uranyles tels que la soddyite et la weeksite, ainsi que des complexes minéraux tels que la gummite.
D'autres éléments ont également plusieurs états d'oxydation, comme le cuivre (présent dans 321 oxydes et silicates), le bore, le vanadium, le magnésium, le sélénium, le tellure, l'arsenic, l'antimoine, le bismuth, l'argent et le mercure. Au total, environ 2 500 nouveaux minéraux se sont formés.

#### Étape 8: Océan intermédiaire
Le milliards d'années suivant (1,85–0,85 Ga) est souvent appelé le « milliard ennuyeux », car il ne semble pas s'être passé grand-chose. La couche d'eau océanique la plus oxydée près de la surface s'est lentement épaissie au détriment des profondeurs anoxiques, mais il ne semble pas y avoir eu de changement spectaculaire dans le climat, la biologie ou la minéralogie. Cependant, cette perception peut être en partie due à la mauvaise conservation des roches de cette période. La plupart des réserves de plomb, de zinc et d'argent les plus précieuses au monde se trouvent dans des roches datant de cette époque, ainsi que de riches sources de minéraux de béryllium, de bore et d'uranium:181. Cette période a également vu la formation du supercontinent Columbia, son éclatement et la formation de Rodinia :195. Certaines études quantitatives des minéraux de béryllium, de bore et de mercure montrent qu'il y a la génération de peu nouveaux minéraux pendant le Grande Oxydation, mais qu'il y a un essor de nouveautés pendant l'assemblage de Columbia. Les raisons de ce phénomène ne sont pas claires, bien qu'elles puissent être liées à la libération de fluides minéralisateurs lors de l'orogenèse:202–204.

#### Étape 9: Terre boule de neige
Entre 1,0 et 0,542 Ga, la Terre a connu au moins deux épisodes de « Terre boule de neige » au cours desquels une grande partie, voire la totalité de la surface a été recouverte de glace (ce qui en a fait le minéral de surface dominant). La glace était associée à des carbonates de couverture, d'épaisses couches de calcaire ou de dolomite, avec des ventails d'aragonite. Des minéraux argileux ont également été produits en abondance, et les volcans ont réussi à percer la glace et à étendre la variété des minéraux.

#### Étape 10: Ère phanérozoïque et biominéralisation

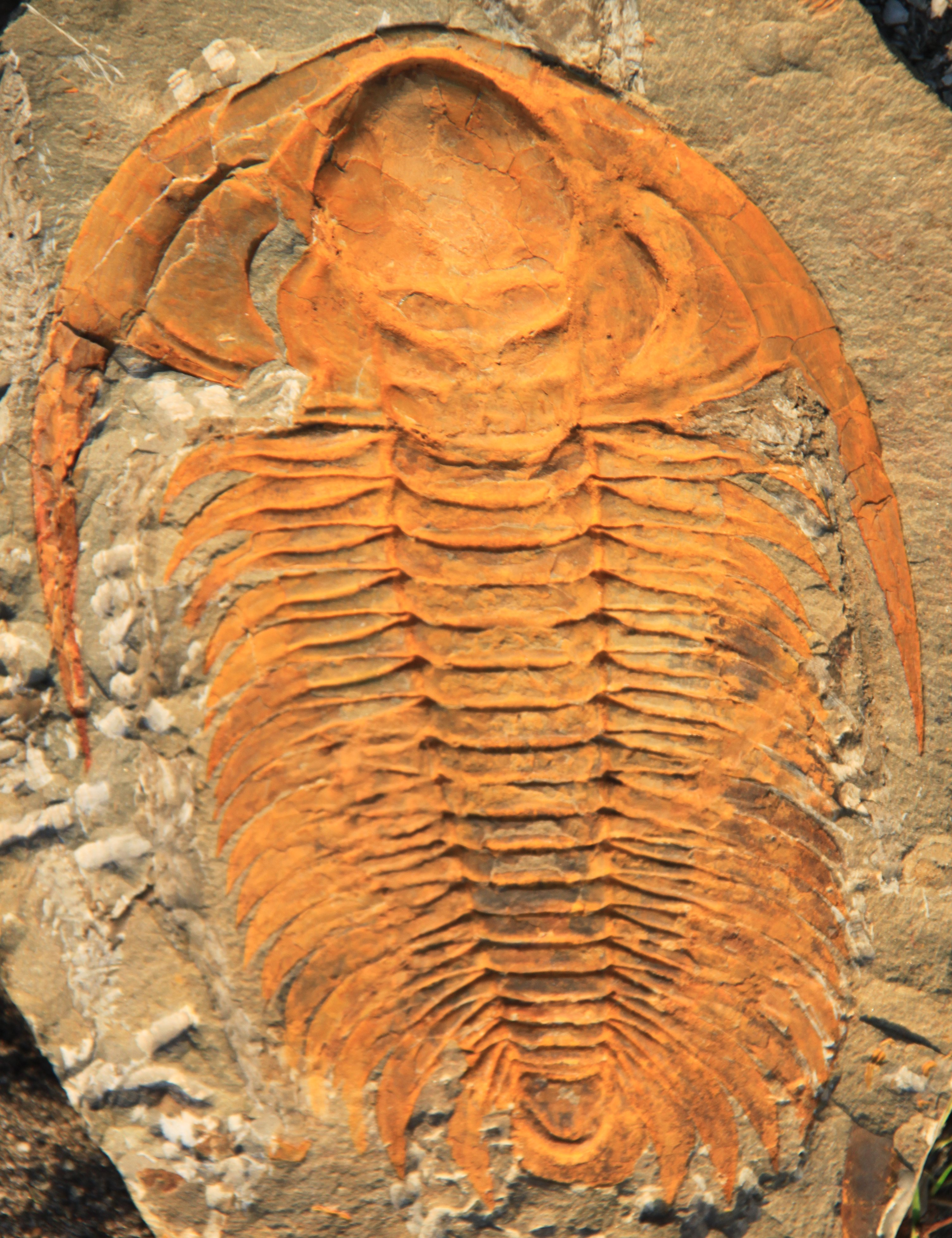
Fossile de trilobite du Cambrien tardif

La dernière étape coïncide avec l'ère du Phanérozoïque, au cours de laquelle la biominéralisation, la création de minéraux par des organismes vivants, s'est généralisée. Bien que certains biominéraux puissent être trouvés dans des archives antérieures, c'est au cours de l'explosion cambrienne que la plupart des formes de squelettes connues se sont développées, et leurs principaux minéraux (calcite, aragonite, apatite et opale). La grande majorité d'entre eux sont des carbonates, le reste étant des phosphates ou de la calcite. Plus de 64 phases minérales ont été identifiées dans les organismes vivants, dont des sulfures métalliques, des oxydes, des hydroxydes et des silicates ;  plus de deux douzaines ont été trouvées dans le corps humain.
Avant le phanérozoïque, les terres étaient essentiellement constituées de roches stériles, mais les plantes ont commencé à les peupler au Silurien. Cela a entraîné une augmentation significative de la production de minéraux argileux. Dans les océans, le plancton a transporté le carbonate de calcium des eaux peu profondes vers les profondeurs, ce qui a inhibé la production de carbonates de surface et rendu moins probables les futurs événements terrestres de type « boule de neige ». Les microbes ont également participé aux cycles géochimiques de la plupart des éléments, qui sont devenus des cycles biogéochimiques. Les nouveautés minéralogiques comprennent des minéraux organiques que l'on trouve dans les vestiges de la vie riches en carbone, tels que le charbon et les schistes noirs.

### Anthropocène

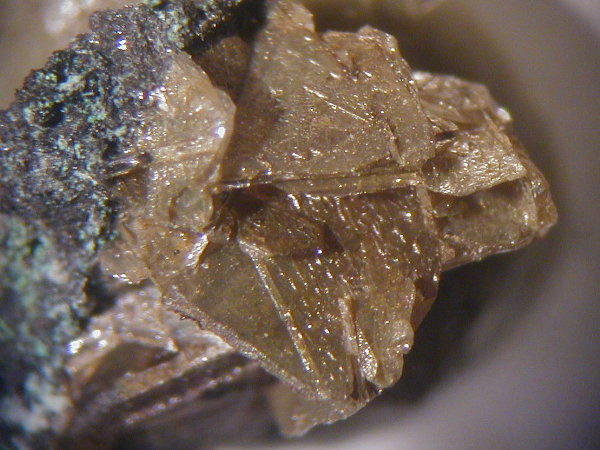
L'abhurite minérale se forme lorsque des artefacts en étain se corrodent dans l'eau de mer et se trouve à proximité de certaines épaves.

Stricto sensu, les minéraux purement biogènes ne sont pas reconnus par l'Association internationale de minéralogie (IMA), à moins que des processus géologiques ne soient également impliqués. Les produits purement biologiques tels que les coquilles d'organismes marins ne sont pas acceptés. Les composés anthropogéniques sont également explicitement exclus. Cependant, l'homme a eu un tel impact sur la surface de la planète que les géologues envisagent d'introduire une nouvelle époque géologique, l'Anthropocène, pour refléter ces changements,.
En 2015, Zalasiewicz et ses co-auteurs ont proposé que la définition des minéraux soit étendue pour inclure les minéraux humains et que leur production constitue une 11e étape de l'évolution minérale,. Par la suite, Hazen et ses co-auteurs ont répertorié 208 minéraux officiellement reconnus par l'IMA mais qui sont principalement ou exclusivement le résultat d'activités humaines. La plupart d'entre eux se sont formés en interaction avec l'exploitation minière. De plus, certains ont été créés lorsque des artefacts métalliques ayant coulé, ont interagi avec le fond marin. Quelques-uns ne seraient probablement pas officiellement reconnus aujourd'hui mais sont tolérés dans le catalogue ; ceux-ci incluent la niobocarbide et le tantalcarbure qui sont probablement des canulars,,,.
Hazen et ses coauteurs ont identifié trois façons dont l'homme a eu un impact important sur la distribution et la diversité des minéraux. La première est la fabrication. Une longue liste de cristaux synthétiques a des équivalents minéraux, notamment des pierres précieuses synthétiques, des céramiques, des briques, du ciment et des batteries. Beaucoup d'autres n'ont pas d'équivalent minéral ; plus de 180 000 composés cristallins inorganiques sont répertoriés dans la base de données sur la structure des cristaux inorganiques. En ce qui concerne l'exploitation minière ou la construction d'infrastructures, l'échelle de la redistribution des roches, des sédiments et des minéraux à une échelle par les humains rivalise avec celle de la glaciation, et des minéraux précieux ont été redistribués et juxtaposés d'une manière non-naturelle.

## Origine de la vie
Plus des deux tiers des espèces minérales sont des produits de la vie biologique, mais celle-ci peut en retour devoir son existence aux minéraux. Ils ont peut-être été nécessaires comme modèles pour rassembler des molécules organiques, comme catalyseurs de réactions chimiques, et sous forme de métabolites. Deux des théories sur l'origine de la vie donnent des rôles aux argiles et aux sulfures de métaux de transition,. Une autre théorie soutient que des minéraux de borate de calcium tels que la colémanite et le borate, et peut-être aussi du molybdate, auraient pu être nécessaires à la formation du premier acide ribonucléique (ARN),. D'autres théories nécessitent des minéraux moins courants tels que la mackinawite ou la greigite. Un catalogue recensant les minéraux qui se sont formés au cours de l'Hadéen comprend des minéraux argileux et des sulfures de fer et de nickel, y compris la mackinawite et la greigite ; mais les borates et les molybdates étaient peu probables,,.
Les minéraux semblent également avoir été nécessaires à la survie des premiers temps de la vie. Les théoriciens prennent en exemple le quartz qui est le plus transparent des minéraux constituant les grès. Avant que la vie ne développe des pigments pour se protéger des rayons ultraviolets nocifs, une fine couche de quartz pouvait la protéger tout en laissant passer suffisamment de lumière pour la photosynthèse. Les minéraux phosphatés peuvent également avoir été importants au début de la vie. Le phosphore est l'un des constituants essentiels de molécules biologiques telles que l'adénosine triphosphate (ATP), un vecteur énergétique présent dans toutes les cellules vivantes, dans l'ARN, l'ADN et les membranes cytoplasmiques. La plupart du phosphore terrien se trouve dans le noyau et le manteau. Le mécanisme le plus probable pour le rendre disponible à la vie serait la création de phosphates par fractionnement tels que l'apatite, suivie de l'érosion pour libérer le phosphore. Cela aurait peut-être nécessité la tectonique des plaques,.

## De plus amples recherches

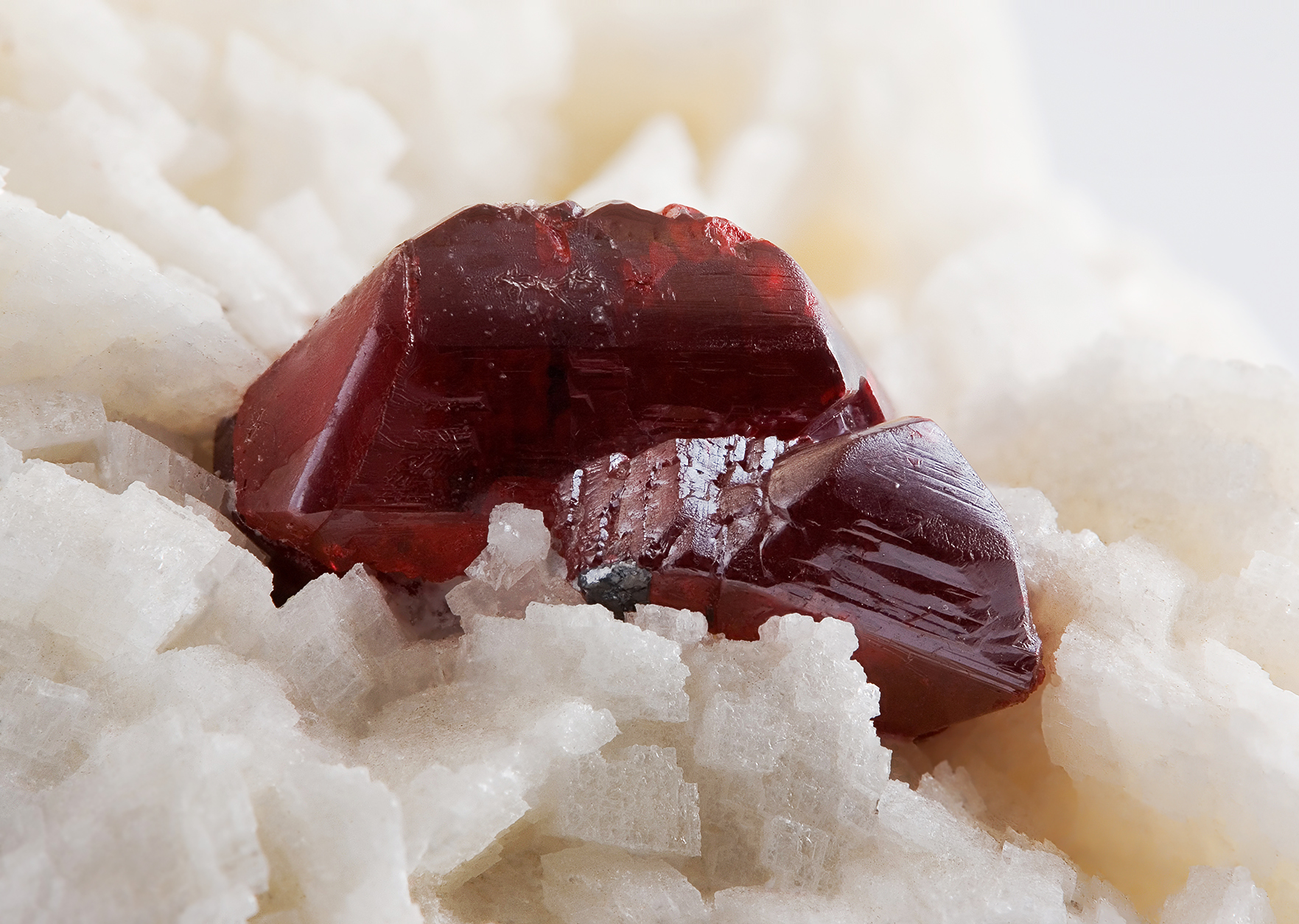
Cinabre (rouge) sur dolomite

Depuis l'article original sur l'évolution des minéraux, plusieurs études ont été menées sur les minéraux d'éléments spécifiques, notamment l'uranium, le thorium, le mercure, le carbone, le béryllium et les minéraux argileux. Ces études donnent des informations sur différents processus ; par exemple, l'uranium et le thorium sont des producteurs de chaleur, tandis que l'uranium et le carbone indiquent l'état d'oxydation. Les enregistrements présentent des poussées épisodiques de nouveaux minéraux, telles que celles observées pendant le Milliard ennuyeux, ainsi que de longues périodes pendant lesquelles aucun nouveau minéral n'est apparu. Par exemple, après un bond dans la diversité pendant l'assemblage de Columbia, il n'y a pas eu de nouveaux minéraux de mercure entre 1,8 Ga et 600 millions d'années. Ce hiatus remarquablement long est attribué à un océan riche en sulfures, qui a entraîné le dépôt rapide du minéral cinabre:204.
La plupart des articles sur l'évolution des minéraux se sont intéressés à la première apparition des minéraux, mais il est également possible d'étudier la distribution d'âge d'un minéral donné. Des millions de cristaux de zircon ont été datés et les répartitions d'âge sont pratiquement indépendantes de l'endroit où les cristaux se trouvent (par exemple, roches ignées, roches sédimentaires ou métasédimentaires ou sables fluviatiles contemporains). Ils présentent des hauts et des bas qui sont liés au cycle des supercontinents, bien qu'il ne soit pas clair si cela est dû à des changements dans l'activité de subduction ou à la préservation.
D'autres études ont examiné les variations temporelles des propriétés minérales, telles que les rapports isotopiques, les compositions chimiques et les abondances relatives des minéraux, bien qu'elles ne relèvent pas de la rubrique « évolution minérale ».

## Histoire
Jusqu'il y a peu de temps[Quand ?], la minéralogie n'a pas eu de composante historique[réf. nécessaire]. Elle s'attachait à classer les minéraux en fonction de leurs propriétés chimiques et physiques (telles que la formule chimique et la structure cristalline) et à définir les conditions de stabilité d'un minéral ou d'un groupe de minéraux. Cependant, il y a eu des exceptions où des publications ont examiné la distribution d'âges des minéraux ou des minerais. En 1960, Russell Gordon Gastil a trouvé des cycles dans la distribution des dates des minéraux. Charles Meyer, constatant que les minerais de certains éléments sont répartis sur une période plus longue que d'autres, a attribué cette différence aux effets de la tectonique et de la biomasse sur la chimie de surface, en particulier l'oxygène et le carbone libres. En 1979, A. G. Zhabin a introduit le concept de stades d'évolution des minéraux dans la revue russe Doklady Akademii Nauk et en 1982, N. P. Yushkin a noté la complexité croissante des minéraux au fil du temps près de la surface de la Terre,. La théorie[Passage contradictoire] finalement présentée en 2008 par Hazen et ses collègues donne une vision beaucoup plus large et plus détaillée de l'évolution des minéraux. Ils ont ensuite mené une série d'explorations quantitatives de l'évolution de divers groupes de minéraux. Ces travaux ont abouti en 2015 au concept d'écologie minérale, l'étude de la répartition des minéraux dans l'espace et dans le temps,.
Le musée d'histoire naturelle de Vienne a ouvert en avril 2017, une nouvelle exposition permanente sur l'évolution des minéraux,.